# Eilema oberthuri
Eilema oberthuri är en fjärilsart som beskrevs av De Toulgoët 1956. Eilema oberthuri ingår i släktet Eilema och familjen björnspinnare. Inga underarter finns listade i Catalogue of Life.